# ایباراکی ژاپن
دایگو، ایباراکی (به لاتین: Daigo, Ibaraki) یک منطقهٔ مسکونی در ژاپن است که در استان ایباراکی واقع شده‌است. دایگو ۳۲۵٫۷۶ کیلومترمربع مساحت و ۱۷٬۹۸۰ نفر جمعیت دارد.